# Havanera

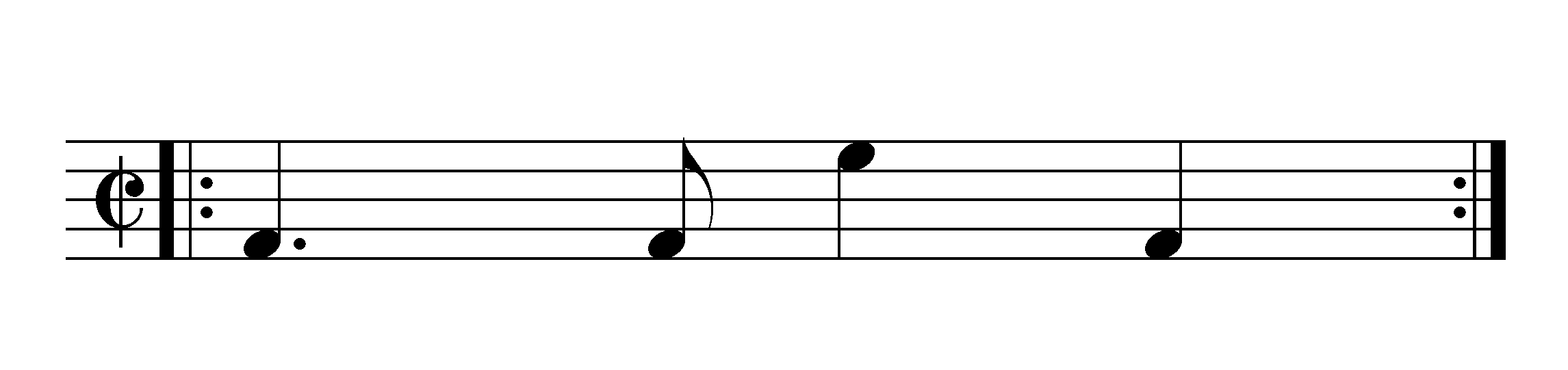
Ritme bàsic de les havaneres.

L'havanera és un gènere musical dels denominats d'anada i tornada, que té el seu origen durant el segle xix a Cuba, en la contradansa. Aquest ritme modificat amb les aportacions ancestrals de la música africana pels músics cubans derivà cap al que es coneix per havanera, que arribà a la Península de la mà de la sarsuela i que fou incorporada també al repertori de la música clàssica.
A Catalunya hi ha hagut sempre una tradició popular de colles que cantaven havaneres a les tavernes. L'any 1966 s'inicià la coneguda cantada d'havaneres de Calella de Palafrugell i el 1994 es va crear la Fundació Ernest Morató per tal d'impulsar la investigació de les havaneres en tota la seva extensió que va aportar molta popularitat a Catalunya.

## Història

### Orígens
El naixement del ritme de l'havanera és fruit d'un llarg i complex procés produït a Cuba al segle xix en una societat mestissa i amb influències musicals tant d'Amèrica, com d'Europa i d'Àfrica. La primera llavor cal situar-la, però, a mitjan segle xviii amb l'arribada a Cuba del ritme de ball europeu contradansa (nascut el segle xvi a Anglaterra amb el nom de country-dance i arribat a França un segle després).
Tot i que més tard es convertiria en un gènere per ser cantat, va néixer com a gènere ballable originat en la contradansa criolla, la dansa cubana o la dansa havanera.
Aquest gènere ballable va ser utilitzat pels músics cultes que l'interpretaven a piano o a veu i piano, una tendència clàssica que avui en dia és la que més perdura a Cuba. Entre aquests autors destaquen Manuel Saumell, Ignacio Cervantes o Eduardo Sánchez de Fuentes.
A Cuba la mètrica de subdivisió ternària, 6/8, de la contradansa espanyola va ser modificada per la influència musical de distintes procedències i lentament va derivar cap a un altre ritme, més característic i propi de l'havanera, el compàs binari de 2/4. La primera peça musical que s'ha considerat havanera és El abufar, apareguda en premsa a l'Havana l'any 1829.

### Vies de difusió

Havanera de Carmen. L'estructura de les peces sempre segueix la mateix pauta.

L'havanera va arribar a la península Ibèrica de la mà, en part, de la sarsuela, un gènere configurat a partir de la suma de números musicals diversos cantat en castellà i que triomfaven als cafès.
La música clàssica també ha incorporat l'havanera dins del seu repertori, entre les quals destaquen La paloma i El arreglito del compositor basc Sebastián Iradier i Carmen de Georges Bizet, basada en El arreglito. Maurice Ravel va compondre una havanera dins la Rhapsodie espagnole (1907) i el mateix any va compondre Vocalise en forme d'habanera. Claude Debussy va escriure en forma d'havanera La soirée dans Grenade (Estampes), Les parfums de la nuit (Images pour orchestre) i La puerta del vino (Préludes). Camille Saint-Saëns va compondre una Havanera per a violí i piano op. 83, Emmanuel Chabrier va escriure una Havanera per a piano el 1885 i Louis Aubert va compondre un poema simfònic el 1918 titulat Havanera.
Dins de la música clàssica espanyola es troben havaneres a la Rapsodia cubana op. 66 i a la Suite española d'Isaac Albéniz i a les Cuatro piezas españolas per a piano de Manuel de Falla.
A la segona meitat del segle XX destaca com a compositor d'havaneres cultes Xavier Montsalvatge. Dins la seva producció hi apareixen Habanera (1940), Divertimentos (1945), Canción de cuna para un negrito (1945) i Cinco canciones negras (1946).

### Segona meitat del segle XX

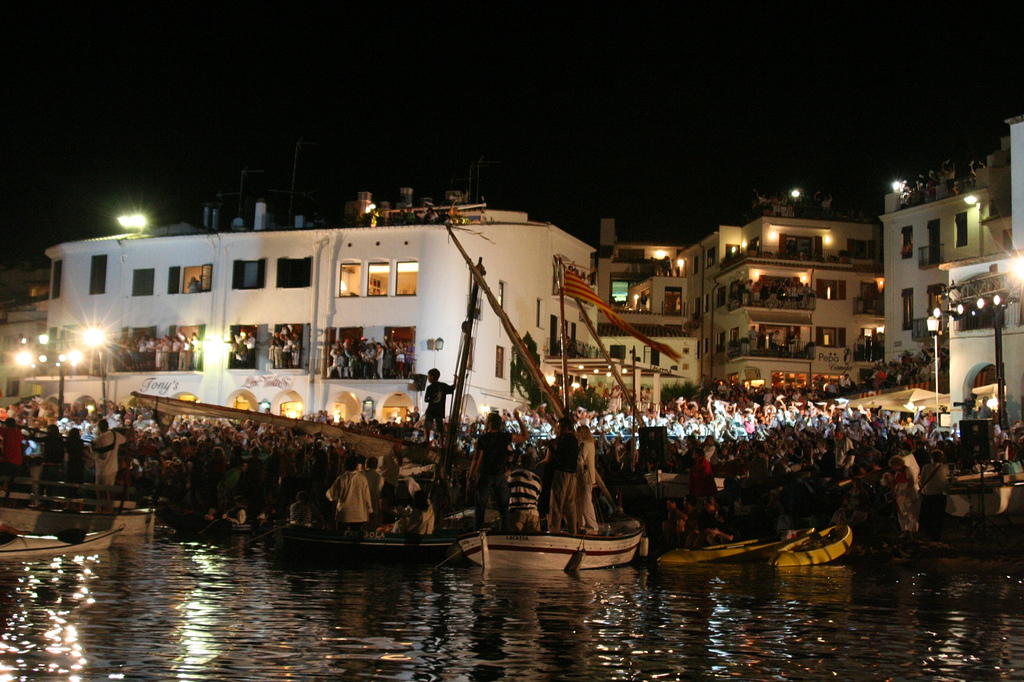
Cantada d'havaneres de Calella de Palafrugell de 2007

Així com a Cuba l'havanera no ha destacat de manera especial enmig d'altres ritmes i músiques, en la costa de la península Ibèrica ha tingut un ressò remarcable. En alguns punts s'ha preferit la versió orfeònic —sobretot al País Valencià (Torrevella i Crevillent) i a Cantàbria, Astúries i al País Basc— i en d'altres —seria el cas de Catalunya— les havaneres tendeixen a vincular-se a la taverna.
El primer intent de salvaguardar el patrimoni musical de les havaneres i els cants de taverna en general va ser la publicació l'any 1948 del llibre Álbum de habaneras que compta amb la recopilació musical i transcripció a partitura de les havaneres de la mà de Xavier Montsalvatge, el pròleg de Néstor Luján i dibuixos de Josep Maria Prim.
A Catalunya, l'havanera s'ha cantat en llengua castellana en diversos espais d'àmbit popular fins als anys seixanta del segle xx.
El dia 2 de setembre de 1967 es va celebrar a Calella de Palafrugell una cantada d'havaneres de cara al públic que acabaria sent l'embrió de la cantada d'havaneres de Calella de Palafrugell que aplega vora 40.000 persones.

## Les havaneres i el cremat
El cremat és la beguda que solia acompanyar les havaneres. Originari de la Costa Brava, principalment de la zona al voltant de Palafrugell, el costum de fer un recital d'havaneres amb un bon cremat inclòs s'ha estès per tot el litoral.
Actualment és costum fer cremat i havaneres a algunes festes majors, com a la Festa Major de Gràcia a Barcelona, a la Festa Major de Mataró, les Festes del Tura a Olot i a Salou entre d'altres.